# 1982
Évszázadok: 19. század – 20. század – 21. század
Évtizedek: 1930-as évek – 1940-es évek – 1950-es évek – 1960-as évek – 1970-es évek – 1980-as évek – 1990-es évek – 2000-es évek – 2010-es évek – 2020-as évek – 2030-as évek
Évek: 1977 – 1978 – 1979 – 1980 –  1981 – 1982 – 1983 – 1984 – 1985 – 1986 – 1987

## Események

### Január
- január 1. – Gyoma és Endrőd Gyomaendrőd néven egyesül.[1]
- január 11. – Az Észak-atlanti Tanács rendkívüli értekezletet tart Bonnban, ahol nyilatkozatot ad ki a lengyelországi eseményekről.[2]

### Február
- február 10. – Jelentős élelmiszer-áremelést hajtanak végre Romániában.

### Március
- március 21–22. – A „Fath ul-Mobin” (Ragyogó győzelem) elnevezésű iráni offenzíva megtöri az irakiak ellenállását, az irániak kemény küzdelem során visszafoglalják Khorramshahr városát.[3]

### Április
- április 2. – Kezdetét veszi a Falkland-szigeteki háború.[2]
- április 5. – Szendi József székesfehérvári kanonok veszi át a veszprémi egyházmegye irányítását, mint apostoli kormányzó.[4]
- április 17–18. – A Csemadok XIII. országos közgyűlésén Sidó Zoltánt választják elnökké. A résztvevők követelik a Csemadok visszavételét a Nemzeti Frontba, és a magyar iskola- és óvodahálózat bővítését.[5]
- április 18. – Felavatják az ópusztaszeri Nemzeti Emlékparkot.[6]
- április 25. – Izrael visszaadja a Sinai-félszigetet Egyiptomnak.[7]

### Május
- május 3. – Lengyelországban tiltakozó felvonulásokat, tüntetéseket tartanak. (2269 embert letartóztatnak)
- május 6. – Magyarországot felveszik a Nemzetközi Valutaalapba.[6]
- május 13. – A jugoszláv belügyminiszter nyilatkozata szerint 1981 óta emelkedik a Jugoszlávia ellen elkövetett terrorcselekmények száma, Koszovóban 1981 óta 55 illegális szervezet 718 tagját tartóztatták le.[8]
- május 15. – Petar Stambolić váltja Sergej Kraighert a jugoszláv államelnöki székben.[9]
- május 16. – Milka Planinc kerül a Jugoszláv Szocialista Szövetségi Köztársaság Szövetségi Végrehajtó Tanácsának elnöki (miniszterelnöki) székébe.[10]
- május 22. – A leuveni kódex hazatér Magyarországra.[11]
- május 24. – Az iraki–iráni háború: Az irániak visszafoglalják Horramsár városát
- május 30. – Spanyolország lesz a NATO 16. tagállama.[2]

### Június
- június 5. – Az első nemzetközi Rubik-kocka-világbajnokság (Budapest); nyertese Minh Thai vietnámi származású amerikai diák (22,95 másodperc).[12]
- június 6. – Izrael megszállja Dél-Libanont.
- június 10. – Az Észak-atlanti Tanács ülésén részt vevő állam- és kormányfők elfogadják a bonni nyilatkozatot, benne a Szabadságban a békéért nevű szövetségi programot.[2]
- június 14. – Véget ér a Falkland-szigeteki háború.[2]
- június 26–29. – A Jugoszláv Kommunisták Szövetségének (JKSZ) XII. kongresszusa. (A kongresszusa megállapítja, hogy lassú a gazdasági fejlődés, és felülvizsgálják az 1981–85-ös gazdasági tervet.)[13]
- június 29. – Megkezdődnek a START tárgyalások Genfben.[14]

### Július
- július 7. – Magyarország aláírja a Világbank alapokmányát.[6]
- július 13. – Irán támadást indít Irak ellen (Ramadán hadművelet).[3]
- július 16–17. – Július 16-áról 17-re virradó éjjel az iráni csapatok átkelnek a Satt-el-Arabon – az iraki–iráni határfolyón –, majd 9 km-re megközelítik Baszrát.[3]

### Augusztus
- augusztus 3. – Az iráni Ramadán hadművelet kudarcba fullad Irakban.

### Szeptember
- szeptember 9. – 16 emberéletet követelő autóbusz-baleset Székesfehérvár Szárazrét városrészében
- szeptember 13–20. – Agatha Barbara, Málta köztársasági elnöke hivatalos látogatáson Magyarországon tartózkodik, és a szabadságát tölti hazánkban.[15]
- szeptember 24. – A JKSZ KB 12 pontos gazdasági stabilizációs programot fogad el, melynek lényege, hogy fokozni kell a konvertibilis piacra való termelést, és csökkenteni a fogyasztást.[16]

### Október
- október 1. – Helmut Kohl, a Német Szövetségi Köztársaság hatodik kancellárja leteszi az esküt az alkotmányra.[17]

### November
- november 6. Nagyváradon, Kolozsváron, Marosvásárhelyen, Sepsiszentgyörgyönn megkezdődnek az Ellenpontok című szamizdat folyóirattal kapcsolatos házkutatások, letartóztatások, őrizetbe vételek.[18]
- november 10.
  - A csehszlovák rendőrség letartóztatja Duray Miklóst. (Perére 1983. január 31-én kerül sor.)[19]
  - Meghal Leonyid Iljics Brezsnyev szovjet pártfőtitkár.[6]
- november 12. – Jurij Andropov követi Leonyid Brezsnyevet a SzKP főtitkári posztján.[20]
- november 15. – A Vatikán a nagyváradi püspökség Magyarországon maradt területét a csanádi püspökséghez csatolja és a püspökség neve Szeged-csanádi Püspökségre változik.

### December
- december 1. – Spanyolországban Felipe González alakít kormányt.[21]
- december 18. – Lengyelországban december 31.-i hatállyal felfüggesztik a szükségállapotot, a tüntetések, sztrájkok során 15-en haltak meg, 10 ezer embert internáltak, 2822 esetben indítottak politikai eljárást.
- december 28. – Bekapcsolják az elektromos hálózatba a paksi atomerőmű első 220 megawattos generátorát.[6]

## Az év témái

### 1982 a filmművészetben
- március 30. – Szabó István Mephisto című filmje Oscar-díjat nyer.[22]
- András Ferenc: Dögkeselyű
- Richard Attenborough: Gandhi
- Bacsó Péter: Tegnapelőtt
- Ingmar Bergman: Fanny és Alexander
- Böszörményi Géza: Szívzűr
- Gábor Pál: Kettévált mennyezet
- Gazdag Gyula: A bankett
- Gothár Péter: Megáll az idő
- Werner Herzog: Fitzcarraldo
- Kovácsi János: Cha-cha-cha
- Makk Károly: Egymásra nézve
- Alan J. Pakula: Sophie választása
- Star Trek II: Khan haragja (Star Trek: The Wrath of Khan; William Shatner, Leonard Nimoy)
- Steven Spielberg: E. T. a földönkívüli
- Tarr Béla: Panelkapcsolat
- Jamie Uys: Az istenek a fejükre estek
- Andrzej Wajda: Danton
- Paul Schrader: Párducemberek
- Dianne Jackson és Jimmy T. Murakami: The Snowman

### 1982 az irodalomban
- Isaac Asimov: Az Alapítvány pereme
- Graham Greene: Monsieur Quijote
- Somlyó György – Megíratlan könyvek (tanulmányok), Szépirodalmi

### 1982 a sportban
- Keke Rosberg nyeri a Formula–1-es világbajnokságot a Williams csapattal.
- február 12. – Felavatják a Budapest Sportcsarnokot.[6]
- május 4-15. – Münchenben rendezték meg a 3. Amatőr ökölvívó-világbajnokságot.
- május 26. – Az Aston Villa FC legyőzi a FC Bayern Münchent a BEK-döntőben 1-0-ra.
- június 13.–július 11. 1982-es labdarúgó-világbajnokság, Spanyolország Világbajnok: Olaszország harmadszor nyeri el a világbajnoki címet.
- A Győri Rába ETO nyeri az NB1-et. Ez a klub második bajnoki címe.

### 1982 a televízióban
- Az Egyesült Államokban elindul a Knight Rider sorozat, David Hasselhoff főszereplésével.
- Ebben az évben készült el az Itt jön Garfield (Here Comes Garfield).

### 1982 a tudományban
- szeptember – Piacra kerül a Commodore 64, és rögtön az év számítógépévé választják
- november 11. – Az első kereskedelmi célú űrutazás a Columbia űrrepülőgéppel
- Megjelenik a Sinclair Spectrum személyi számítógép

### 1982 a zenében
- október 12. "The Who" koncertet ad a New York-i Shea Stadium-ban.
- október 20. "The Who" koncertet ad a CenturyLink Field Stadionban Seattle-ben.
- október 27. "The Who" koncertet ad a San Diegó-i Jack Murphy Stadionban, Kaliforniában.
- Felbomlik az ABBA együttes

#### Fontosabb külföldi nagylemezek
- ABBA: The Singles: The First Ten Years
- Amanda Lear: Ieri, oggi
- Aerosmith: Rock in a Hard Place
- Billy Idol: Billy Idol
- Billy Joel: The Nylon Curtain
- Carole King: One to One
- Céline Dion: Tellement j’ai d’amour…
- Depeche Mode: A Broken Frame
- Culture Club: Kissing to Be Clever
- Chris Norman: Rock Away Your Teardrops
- Cher: I Paralyze
- Depeche Mode: A Broken Frame
- Falco: Einzelhaft
- Joe Cocker: Sheffield Steel
- INXS: Shabooh Shoobah
- Donna Summer: Donna Summer
- Duran Duran: Rio
- Fleetwood Mac: Mirage
- Grace Jones: Living My Life
- Dire Straits: Love over Gold
- Irene Cara: Anyone Can See
- Kate Bush: The Dreaming
- Kim Carnes: Voyeur
- Judas Priest: Screaming for Vengeance
- Kim Wilde: Select
- Laura Branigan: Branigan
- Iron Maiden: The Number of the Beast
- F.R. David: Words
- Janet Jackson: Janet Jackson
- Led Zeppelin: Coda
- Mike Oldfield: Five Miles Out
- Michael Jackson: Thriller
- Motörhead: Iron Fist
- Queen: Hot Space
- Phil Collins: Hello, I Must Be Going!
- Suzi Quatro: Main Attraction
- Supertramp: ...Famous Last Words...
- Richard Sanderson: Surprise
- REO Speedwagon: Good Trouble
- Ricchi e Poveri: Mamma Maria / Come eravamo / Profili musicali
- Robert Plant: Pictures at Eleven
- Whitesnake: Saints & Sinners
- Simon and Garfunkel: The Concert in Central Park
- Van Halen: Diver Down
- Rainbow: Straight Between The Eyes

#### Fontosabb magyar nagylemezek
- Benkő László: LEXIKON
- Kőműves Kelemen - rockballada
- Neoton Família: Szerencsejáték
- Koós János: Kislány a zongoránál
- Korda György: Aranyalbum
- Color: Új színek

## Születések

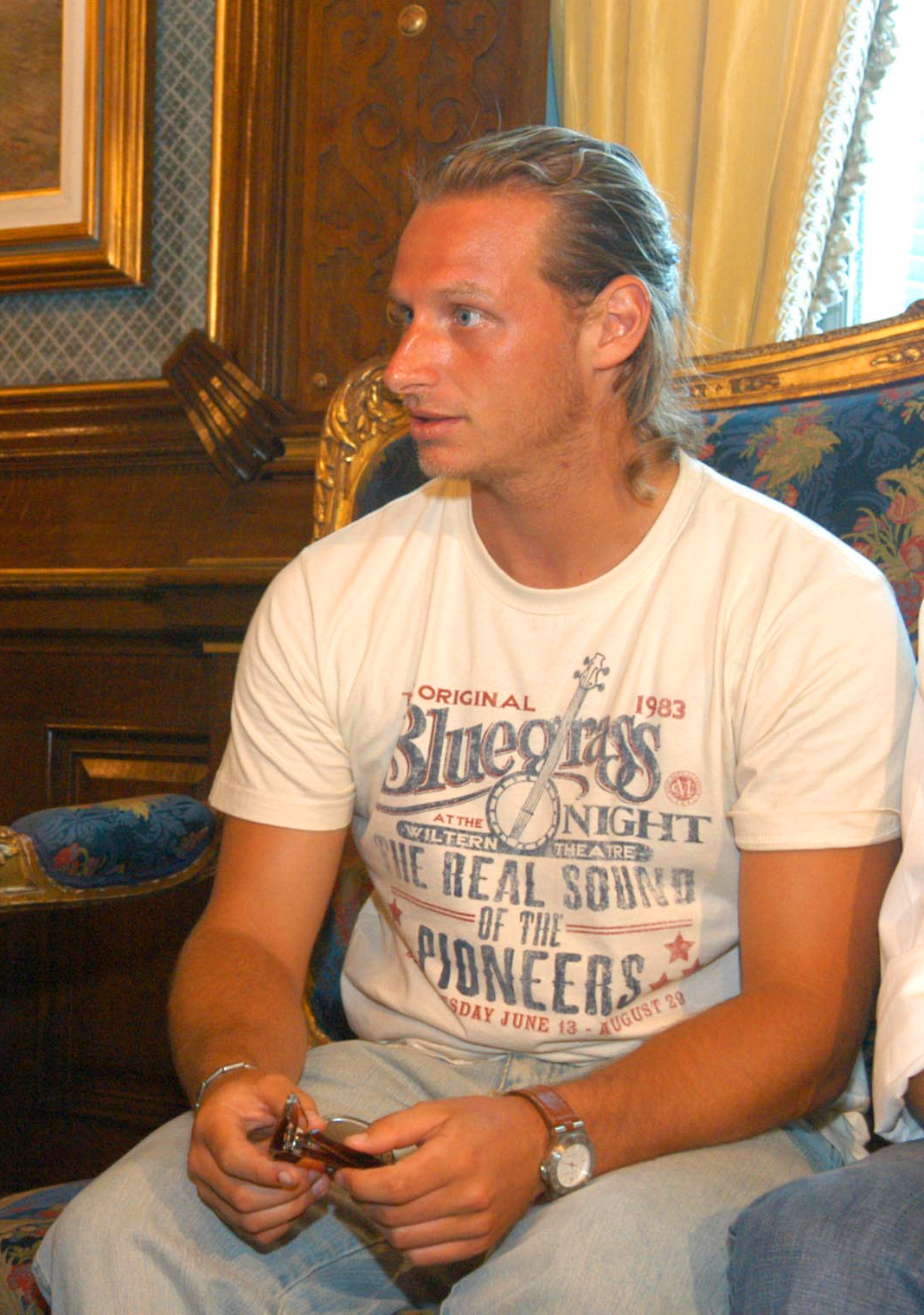
David Nalbandian

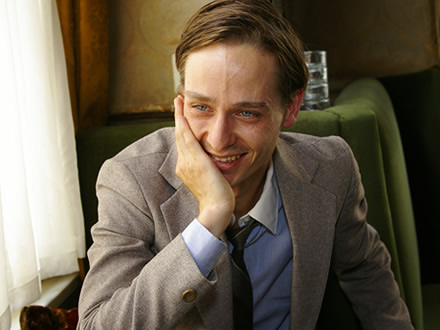
Tom Schilling

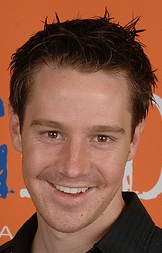
Jason Dohring

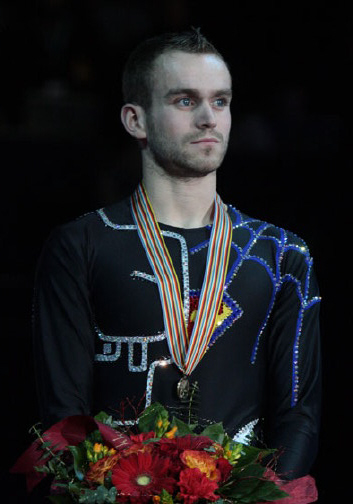
Kevin Van der Perren

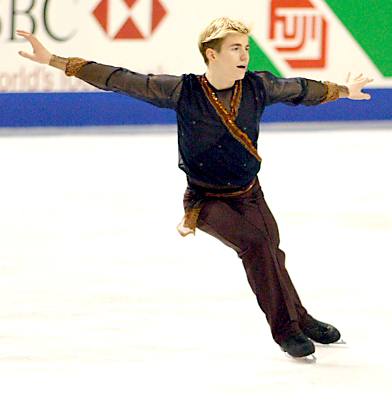
Jeffrey Buttle

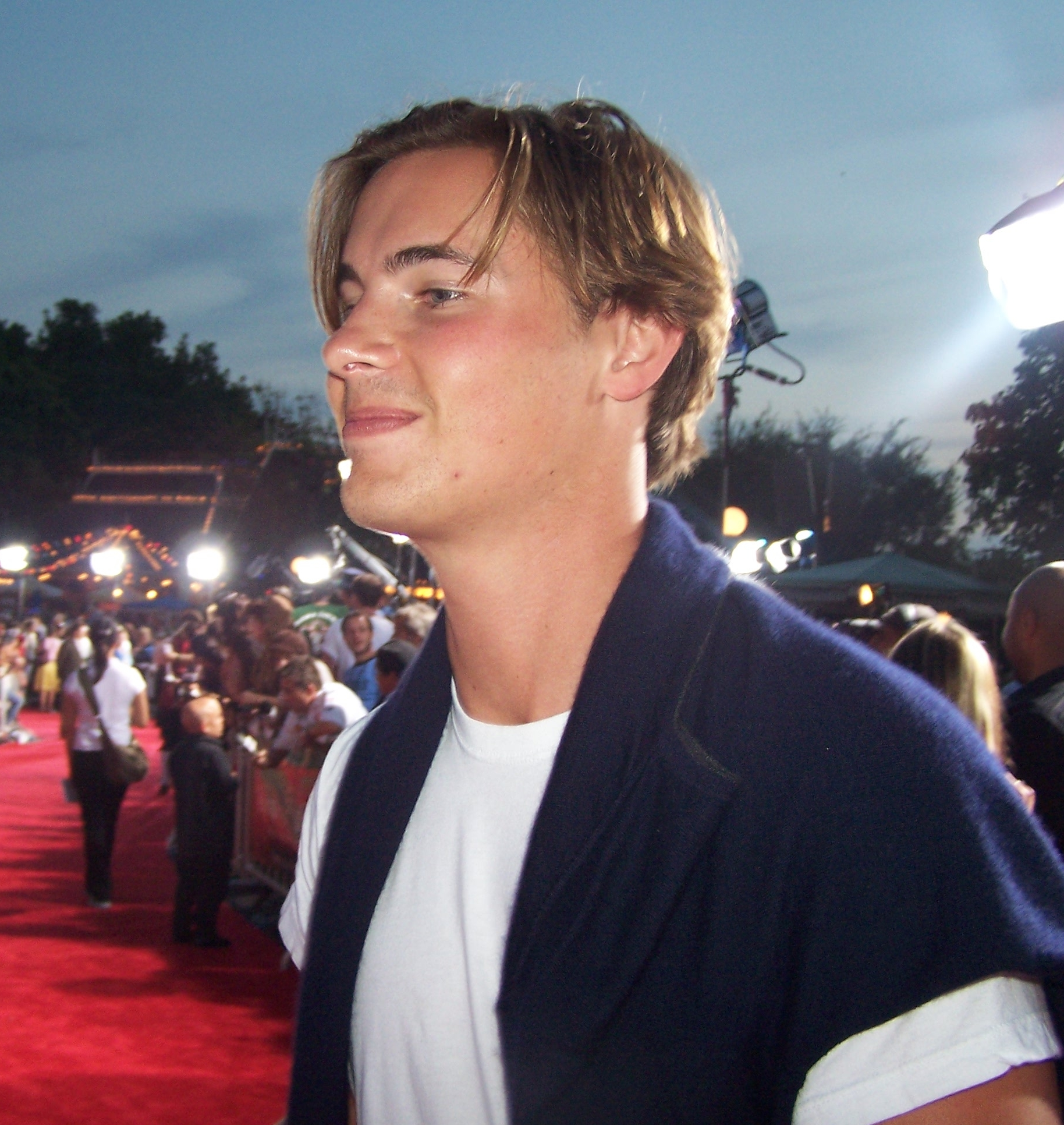
Erik von Detten

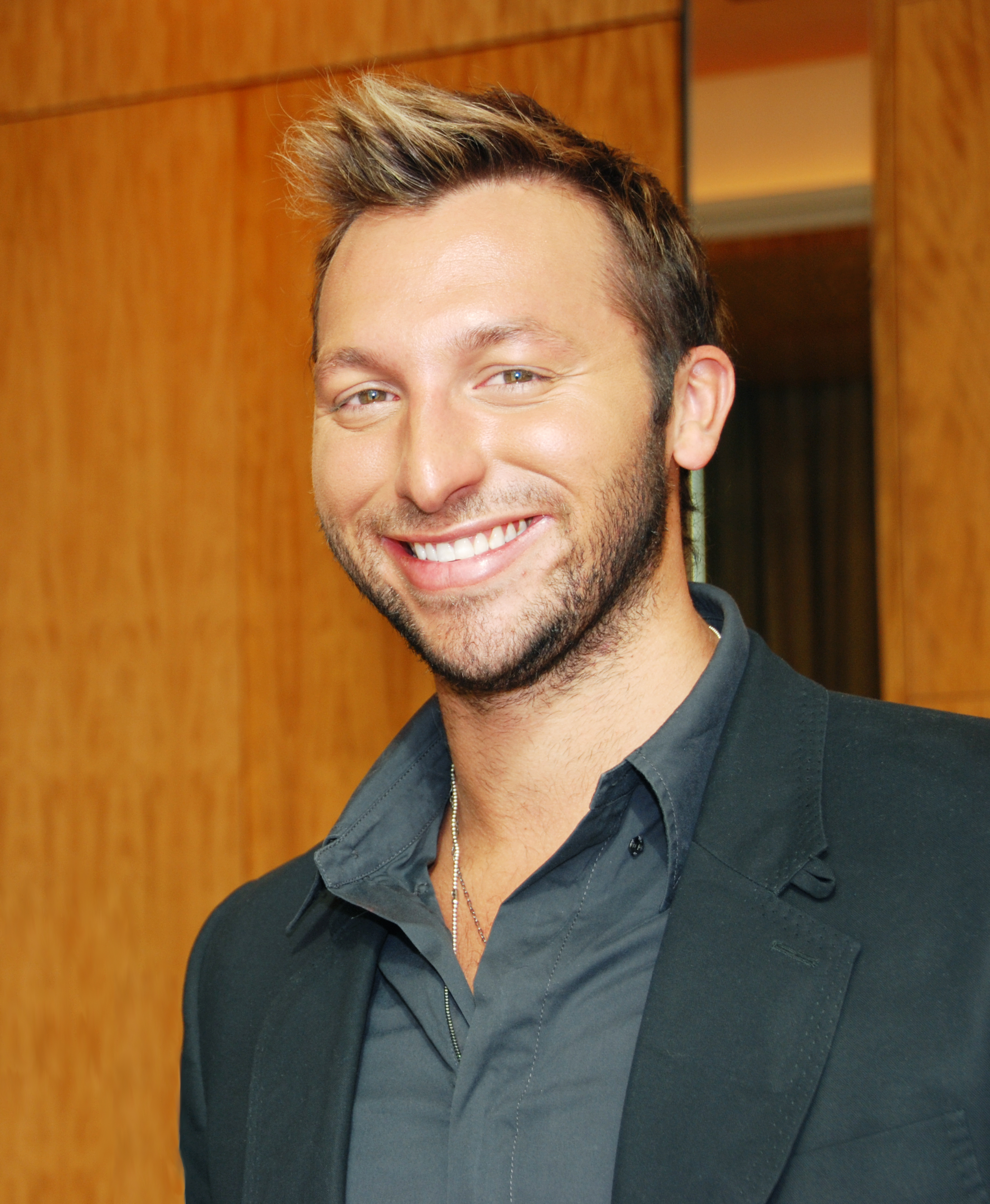
Ian Thorpe

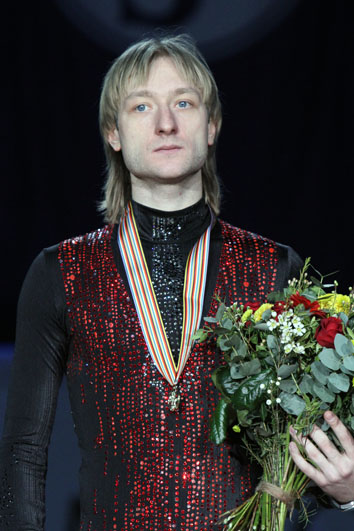
Jevgenyij Pljuscsenko

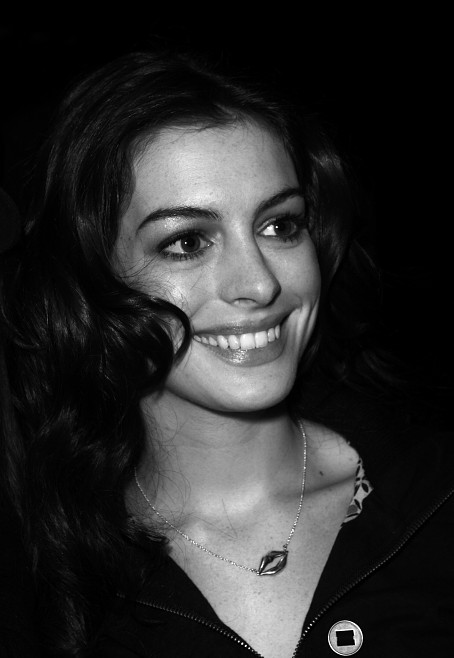
Anne Hathaway

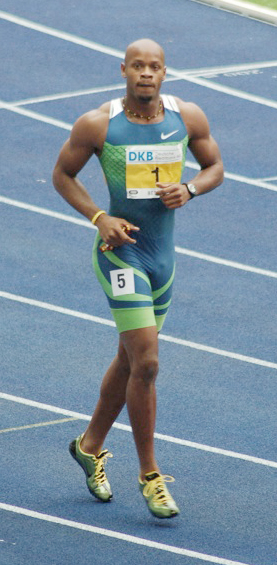
Asafa Powell

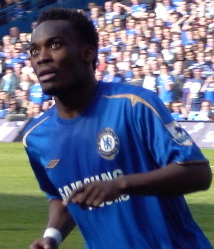
Michael Essien

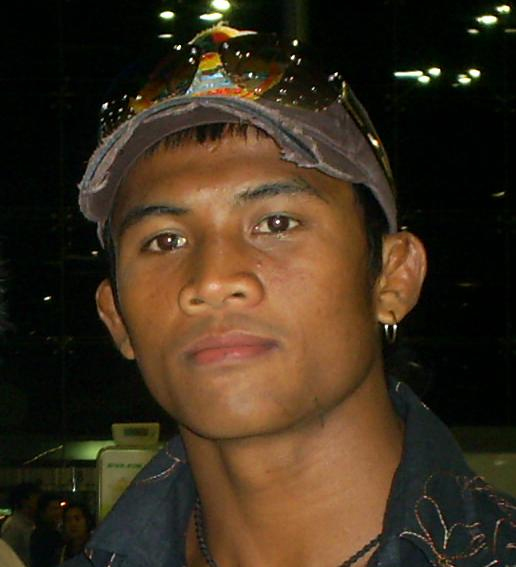
Buakhau P. Pramuk

- január 1. – David Nalbandian argentin teniszező
- január 1. – Andreas Thorkildsen norvég gerelyhajító
- január 2. – Dorian Scott jamaicai súlylökő
- január 5. – Jaroslav Plašil cseh labdarúgó
- január 6. – Eddie Redmayne Oscar-díjas brit színész
- január 7. – Lauren Cohan brit színésznő
- január 12. – Paul-Henri Mathieu francia teniszező
- január 15. – Josip Pavić horvát vízilabdázó
- január 24. – Claudia Heill olimpiai ezüstérmes osztrák cselgáncsozó († 2011)
- január 29. – Adam Lambert amerikai énekes, az American Idol 2. helyezettje
- február 1. – Andrea Minguzzi olasz birkózó
- február 1. – Molnár Ferenc (Caramel), énekes
- február 5. – Marc Kennedy kanadai curlingjátékos
- február 6. – Nicholas Audsley angol színész
- február 10. – Tom Schilling német színész
- február 11. – Vastag Csaba magyar énekes, az X-Faktor nyertese
- február 11. – Neil Robertson ausztrál snookerjátékos
- február 12. – Buğra Gülsoy török színész
- február 12. – Kiss Dániel, magyar atléta, gátfutó
- február 13. – Vanja Rogulj horvát úszónő
- február 14. – Takács Ákos labdarúgó
- február 17. – Adriano Leite Ribeiro brazil labdarúgó
- február 18. – Pars Krisztián magyar kalapácsvető
- február 19. – Steiner Kristóf magyar színész, a Viva zenecsatorna műsorvezetője
- február 19. – Camelia Potec román úszónő
- február 21. – Hajnal András magyar műugró
- február 22. – Fekete Dániel magyar jégkorongozó
- március 5. – Nagy Ákos zeneszerző
- március 14. – François Sterchele belga labdarúgó († 2008)
- március 25. – Sean Faris amerikai színész
- március 27. – David Koražija szlovén kézilabdázó
- március 29. – Réti Barnabás magyar színész
- március 30. – Jason Dohring amerikai színész
- március 31. – Alois Dansou benini úszó
- április 1. – Sam Huntington amerikai színész
- április 2. – David Ferrer spanyol teniszező
- április 5. – Thomas Hitzlsperger német válogatott labdarúgó, középpályás
- április 6. – Bret Harrison amerikai színész
- április 7. – Agata Mróz-Olszewska lengyel röplabdázó († 2008)
- április 9. – Olimpio Cipriano angolai kosárlabdázó
- április 11. – Zsolnai Róbert labdarúgó
- április 19. – Joey Hagerty amerikai tornász
- április 22. – Kaká brazil labdarúgó
- április 22. – Aidas Reklys litván műkorcsolyázó
- április 24. – Kelly Clarkson amerikai énekesnő
- április 26. – Novlene Williams-Mills jamaicai atléta
- április 30. – Kirsten Dunst amerikai színésznő
- április 30. – Sam Heughan angol színész
- május 1. – Darijo Srna horvát labdarúgó
- május 1. – Tommy Robredo spanyol teniszező
- május 4. – Markus Rogan osztrák úszó
- május 4. – Schmidt Vera énekesnő
- május 6. – Dilshod Nazarov tádzsik kalapácsvető
- május 8. – Buakhau Bancsamek (Buakhau P. Pramuk) többszörös thaiboksz-világbajnok és K–1-világbajnok
- május 12. – Marvin Anderson jamaicai atléta
- május 13. – Hadfi Dániel magyar cselgáncsozó
- május 20. – Petr Čech cseh labdarúgó
- május 28. – Szabó Eszter énekesnő
- május 31. – Jonathan Tucker amerikai színész
- június 3. – Jelena Iszinbajeva orosz rúdugrónő
- június 5. – Neli Elisei román kézilabdázó
- június 10. – Bernadotte Magdolna svéd királyi hercegnő
- június 13. – Kenenisa Bekele etióp atléta (hosszútávfutó)
- június 21. – Vilmos cambridge-i herceg angol trónörökös
- június 23. – Joona Puhakka finn műugró
- június 25. – Mihail Juzsnij orosz teniszező
- július 1. – Romola Garai angol színésznő
- július 5. – Tuba Büyüküstün török színésznő
- július 5. – Alberto Gilardino olasz labdarúgó
- július 5. – Perényi Szabolcs Mihály erdélyi magyar labdarúgó
- július 7. – Jan Lastuvka, cseh labdarúgó
- július 12. – Andy Kim amerikai politikus és diplomata
- július 13. – Kristoffer Berntsson svéd műkorcsolyázó
- július 15. – Sinan Sofuoğlu török motorkerékpáros († 2008)
- július 17. – René Herms német atléta († 2009)
- július 18. – Samir Bouguerra algériai birkózó
- július 19. – Jared Padalecki amerikai színész
- július 23. – Paul Wesley amerikai színész
- július 25. – Brad Renfro amerikaim színész († 2008)
- július 26. – Karányi J. Dániel zeneszerző, szövegíró
- július 29. – Allison Mack amerikai színésznő
- augusztus 4. – Luca Antonini olasz labdarúgó
- augusztus 6. – Kevin Van der Perren belga műkorcsolyázó
- augusztus 9. – Tyson Gay amerikai sprinter
- augusztus 10. – Joleon Lescott angol labdarúgó
- augusztus 20. – Mijain Lopez kubai birkózó
- augusztus 30. – Alina Dumitru román judós
- szeptember 1. – Jeffrey Buttle kanadai műkorcsolyázó
- szeptember 2. – Ksenia Jastsenjski szerb műkorcsolyázónő
- szeptember 2. – Hans Ottar Lindberg dán kézilabdázó
- szeptember 2. – Bergüzar Korel török színésznő
- szeptember 8. – Nathan Brannen kanadai sprinter
- szeptember 8. – Marian Cozma román kézilabdázó, a MKB Veszprém KC játékosa († 2009)
- szeptember 9. – Péter Szabó Szilvia, a NOX énekesnője
- szeptember 15. – Kinizsi Ottó magyar színész
- szeptember 16. – Lewis Banda zimbabwei atléta
- szeptember 17. – Cutbert Nyasango zimbabwei atléta
- szeptember 22. – Kitadzsima Kószuke japán úszó
- szeptember 27. – Darrent Williams amerikai NFL-játékos († 2007)
- szeptember 29. – Veres Róbert magyar rapper
- október 1. – Hajdú Norbert labdarúgó
- október 3. – Erik von Detten amerikai színész
- október 5. – Francisco Bosch spanyol táncos és színész
- október 7. – Jermain Defoe angol labdarúgó
- október 13. – Matthew Ewald amerikai színész
- október 13. – Ian Thorpe ausztrál úszó
- október 19. – Matthieu Taponier francia forgatókönyvíró, filmvágó
- október 21. – Matt Dallas amerikai színész
- október 22. – Czink Melinda teniszezőnő
- október 31. – Justin Chatwin kanadai származású amerikai színész
- november 3. – Jevgenyij Viktorovics Pljuscsenko orosz műkorcsolyázó
- november 3. – Alekszandr Szvitov orosz jégkorongozó
- november 4. – Kamila Skolimowska olimpiai bajnok lengyel kalapácsvetőnő († 2009)
- november 5. – Jeremy Lelliott amerikai színész
- november 6. – Szofján Daíd algériai úszónő
- november 12. – Anne Hathaway amerikai színésznő
- november 13. – Anton Fokin üzbég tornász
- november 19. – Takuya Nakase japán tornász
- november 20. – Gregor Urbas szlovén műkorcsolyázó
- november 23. – Asafa Powell jamaicai sprinter
- november 24. – Jakob Johann Sveinsson izlandi úszó
- november 30. – Elisha Cuthbert kanadai színésznő
- december 3. – Michael Essien ghánai labdarúgó
- december 6. – Elek Attila magyar jégtáncos
- december 8. - Nicki Minaj amerikai rapper , énekesnő és dalszerző
- december 11. – Elizabeth Coster új-zélandi úszónő
- december 12. – Dmitrij Turszunov orosz teniszező
- december 22. – Szöllősi Ivett magyar biatlonosnő
- december 30. – Kristin Kreuk kanadai színésznő

## Halálozások
- január 10. – Fricke Valér magyar földbirtokos, mezőgazdász, országgyűlési képviselő (* 1900)
- január 16. – Szabó Gyula jogász, cserkésztiszt, magyarországi országgyűlési képviselő (* 1901)
- január 17. – Varlam Tyihonovics Salamov komi (zürjén) származású orosz író. (* 1907)
- január 22. – Homoródi Lajos magyar földmérő mérnök, geofizikus (* 1911)
- január 22. – Majtényi Erik romániai magyar költő, író, szerkesztő, műfordító (* 1922)
- január 27. – Gerecs Árpád vegyészmérnök, kémikus, az MTA tagja (* 1903)
- február 12. – Adler Zsigmond ökölvívó, edző (* 1901)
- február 16. – Barta Tamás legendás magyar rockgitáros, a Locomotiv GT egykori tagja. (* 1948)
- február 17. – Thelonious Monk amerikai jazz-zongorista és -zeneszerző (* 1917)
- február 26. – Szabó Gábor dzsesszgitáros (* 1936)
- február 26. – Szobotka Tibor József Attila-díjas író, műfordító (* 1913)
- március 5. – John Belushi amerikai filmszínész, a Blues Brothers című film egyik főszereplője (* 1949)
- március 13. – Bernáth Aurél Kossuth- és Munkácsy Mihály-díjas magyar festő (* 1895)
- március 19. – Jékely Zoltán József Attila-díjas költő, író, műfordító (* 1913)
- március 29. – Helene Deutsch, az első pszichoanalitikusnő, Sigmund Freud munkatársa (* 1884)
- március 29. – Carl Orff zeneszerző, a Carmina Burana megalkotója (* 1895)
- április 11. – Havas Gertrúd bábművész, Mazsola bábfigura kitalálója (* 1927)
- április 25. – Balázs Sándor író (* 1883)
- május 1. – William Primrose brácsaművész (* 1903)
- május 8. – Gilles Villeneuve kanadai autóversenyző, Formula–1-es pilóta (* 1950)
- május 15. – Ádám Jenő zeneszerző, kóruskarnagy, zenepedagógus (* 1896)
- május 29. – Romy Schneider osztrák színésznő (* 1938)
- június 20. – Zygmunt Bohusz-Szyszko lengyel tábornok (* 1893)
- július 2. – Hervay Gizella költő, író, műfordító (* 1934)[18]
- július 16. – Patrick Dewaere francia színész, zeneszerző, énekes (* 1947)
- július 19. – David Frankfurter zsidó orvostanhallgató, Wilhelm Gustloff gyilkosa (* 1909)
- július 22. – Verbőczy Antal költő (* 1948)
- augusztus 1. – Göllner Lajos orvos (* 1898)
- augusztus 3. – Maros Rudolf zeneszerző (* 1917)
- augusztus 12. – Henry Fonda kétszeres Oscar-díjas színész (* 1905)
- augusztus 17. – Bata István honvédelmi miniszter (* 1910)
- augusztus 24. – Aba Iván író, újságíró (* 1923)
- augusztus 29. – Ingrid Bergman háromszoros Oscar-díjas színésznő (* 1915)
- szeptember 1. – Władysław Gomułka politikus, a lengyel kummunista párt vezetője (* 1905)
- szeptember 1. – Haskell Brooks Curry matematikus, a kombinatorikus logika kutatója (* 1900)
- szeptember 1. – Ludwig Bieberbach német matematikus (* 1886)
- szeptember 11. – Albert Soboul francia történész (* 1914)
- szeptember 14. – Grace Kelly amerikai színésznő, monacói hercegnő (* 1929)
- szeptember 21. – Ungváry László Kossuth-díjas színész, kiváló művész (* 1911)
- szeptember 23. – Dobozy Imre Kossuth-díjas író, újságíró (* 1917)
- október 4. – Glenn Gould kanadai zongoraművész (* 1932)
- október 15. – Vay Miklós magyar földbirtokos, mezőgazdász, vállalkozó, országgyűlési képviselő (* 1893)
- október 18. – Radics Béla gitáros (* 1946)
- október 20. – Gáll István író (* 1931)
- november 1. – King Vidor magyar származású amerikai filmrendező (* 1894)
- november 5. – Edward Carr angol történész, diplomata (* 1892)
- november 5. – Jacques Tati filmrendező, színész (* 1907)
- november 10. – Leonyid Iljics Brezsnyev szovjet államfő[6] (* 1906)
- november 15. – Meyer Lansky amerikai maffiafőnök (* 1902)
- november 21. – Bartókné Pásztory Ditta magyar zongoraművész, érdemes művész, Bartók Béla második felesége (* 1903)
- november 23. – Molnár Tibor magyar Kossuth- és Jászai Mari-díjas színész (* 1921)
- november 24. – Házy Erzsébet Kossuth- és Liszt Ferenc-díjas magyar opera-énekesnő, szoprán (* 1929)
- november 27. – ifj. Xántus János magyar tudományos szakíró, földrajztanár, id. Xántus János fia (* 1917)
- november 28. – Földes Péter magyar vegyészmérnök, egyetemi tanár, az MTA tagja (* 1930)
- december 18. – Hans-Ulrich Rudel német repülőtiszt, a második világháború egyik legeredményesebb német zuhanóbombázó-pilótája (* 1916)
- december 20. – Arthur Rubinstein zongoraművész (* 1887)
- december 24. – Louis Aragon francia író (* 1897)

## Nobel-díjak
| Fizikai            | Kenneth G. Wilson                                    |
| Kémiai             | Aaron Klug                                           |
| Orvosi-fiziológiai | Sune K. Bergström, Bengt I. Samuelsson, John R. Vane |
| Irodalmi           | Gabriel García Márquez                               |
| Béke               | Alva Myrdal, Alfonso García Robles                   |
| Közgazdasági       | George Stigler                                       |